# NGC 3589
NGC 3589 is een balkspiraalstelsel in het sterrenbeeld Grote Beer. Het hemelobject werd op 9 april 1793 ontdekt door de Duits-Britse astronoom William Herschel.

## In de kom van deGrote steelpan
Het stelsel NGC 3589 bevindt zich, vanaf de aarde gezien, in de rechthoek gevormd door de sterren Dubhe, Merak, Phad, en Megrez, die de kom van het gemakkelijk herkenbare asterisme Grote steelpan (Big dipper) vormen.

## HD 97710
NGC 3589 bevindt zich schijnbaar net ten zuiden van HD 97710, een voorgrondster behorend tot het melkwegstelsel.

## Synoniemen
- UGC 6275
- MCG 10-16-96
- ZWG 291.46
- PGC 34308